# Balzers
Balzers is de meest westelijk gelegen gemeente in Liechtenstein met 4667 (2020) inwoners. Het heeft een oppervlakte van 19,6 km² en ligt op 472 meter.
De plaats werd in 842 voor het eerst in een oorkonde genoemd. De naam is waarschijnlijk te herleiden tot het Latijn "palatium" (= paleis, palts). De gemeente Balzers omvat de dorpsdelen Balzers en het zuidelijker gelegen Mäls. Daarnaast bezit de gemeente vijf alpen in het oosten van Liechtenstein. Daardoor is het ook de meest oostelijk gelegen gemeente van Liechtenstein.
| jaar     | 1584 | 1850 | 1930 | 1950 | 1975 | 1995 | 2000 |
| inwoners | 313  | 1083 | 1347 | 1756 | 3104 | 3954 | 4233 |

## Bezienswaardigheden
- Kasteel Gutenberg (Wahrzeichen)
- Mariahilf-Kapel (in Mäls)
- Kapel St. Peter (met een laatgotisch vleugelaltaar)

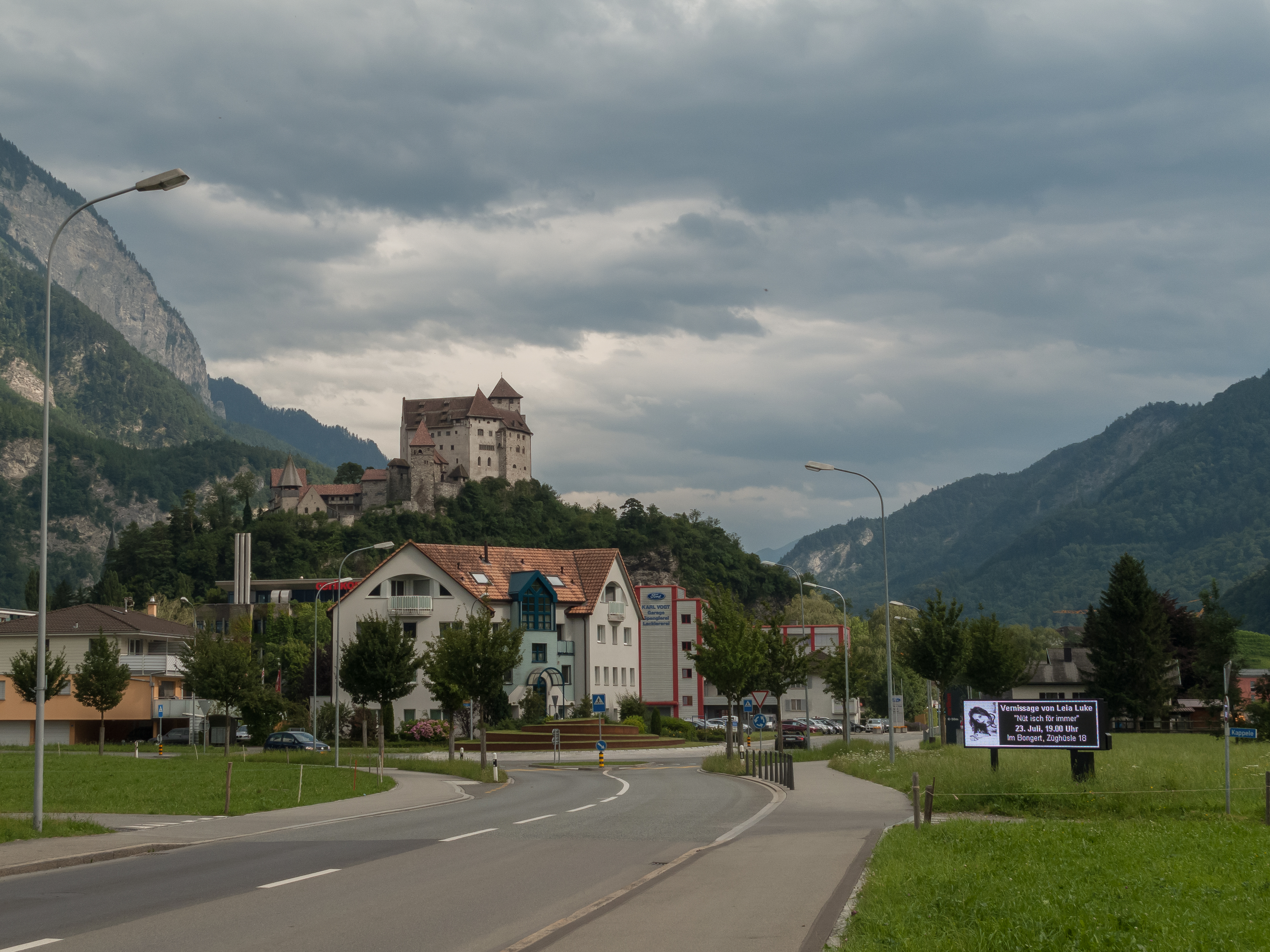
Binnenkomst vanaf Trubbach
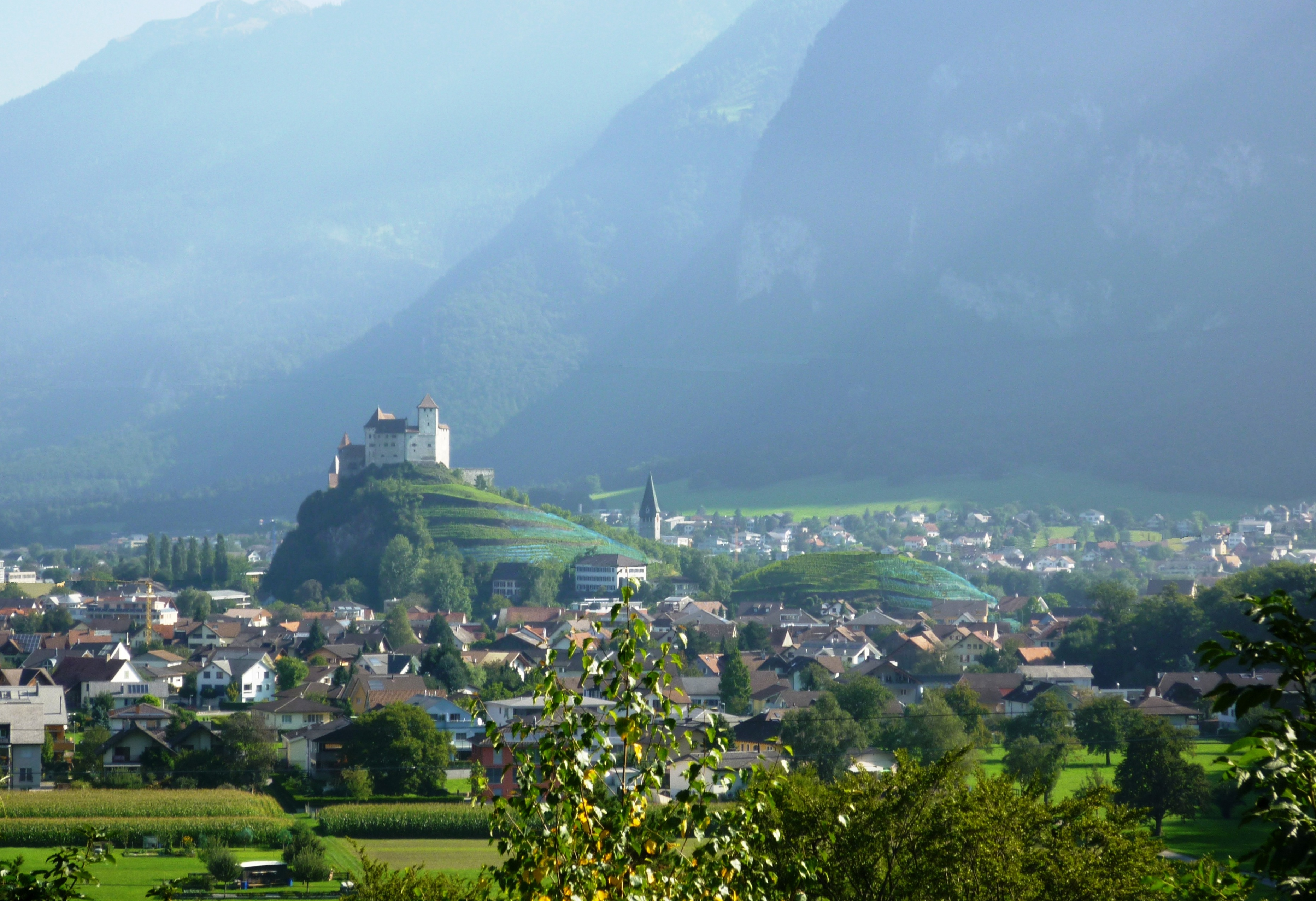
Kasteel Gutenberg
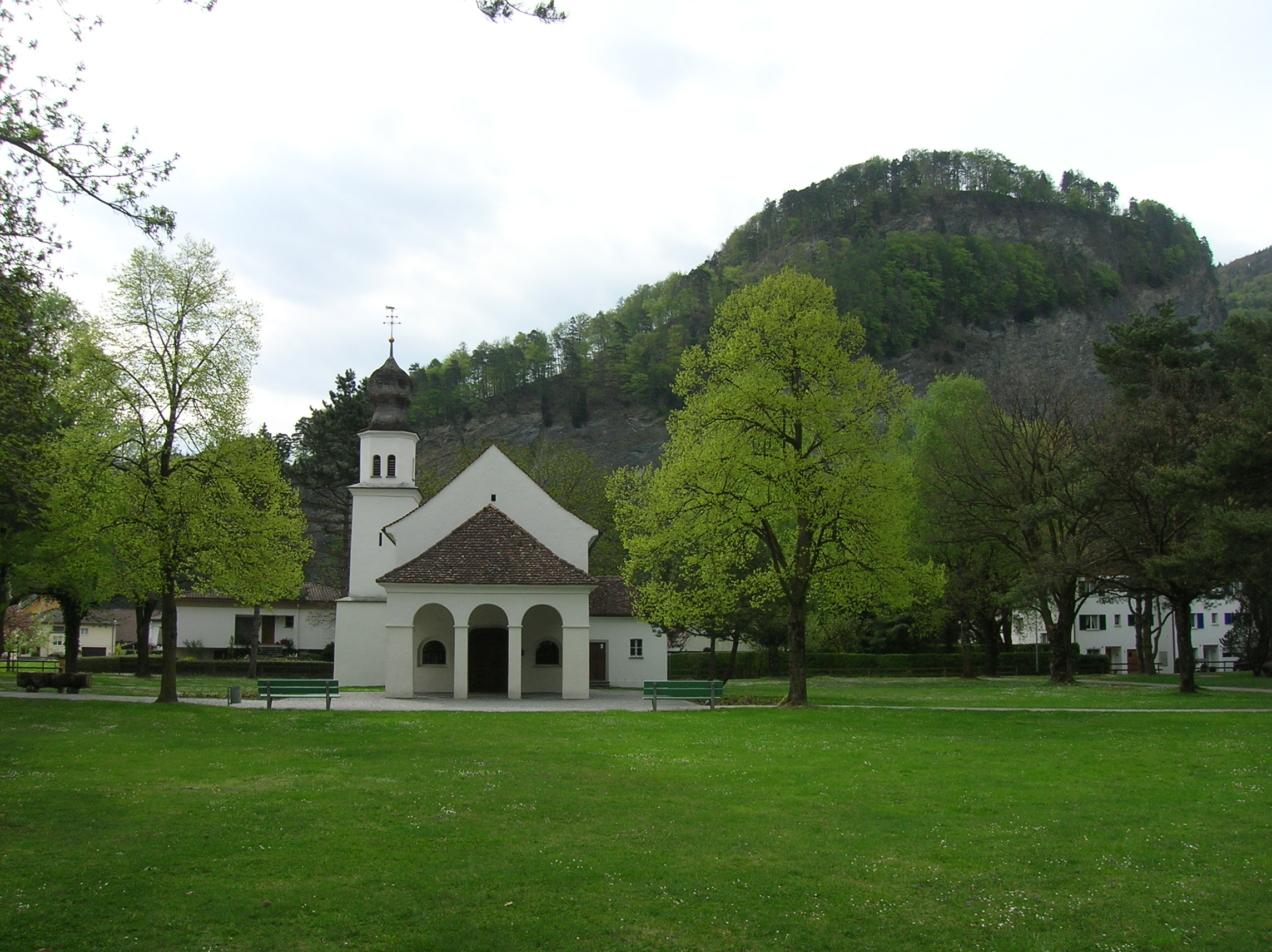
Mariahilf-Kapel
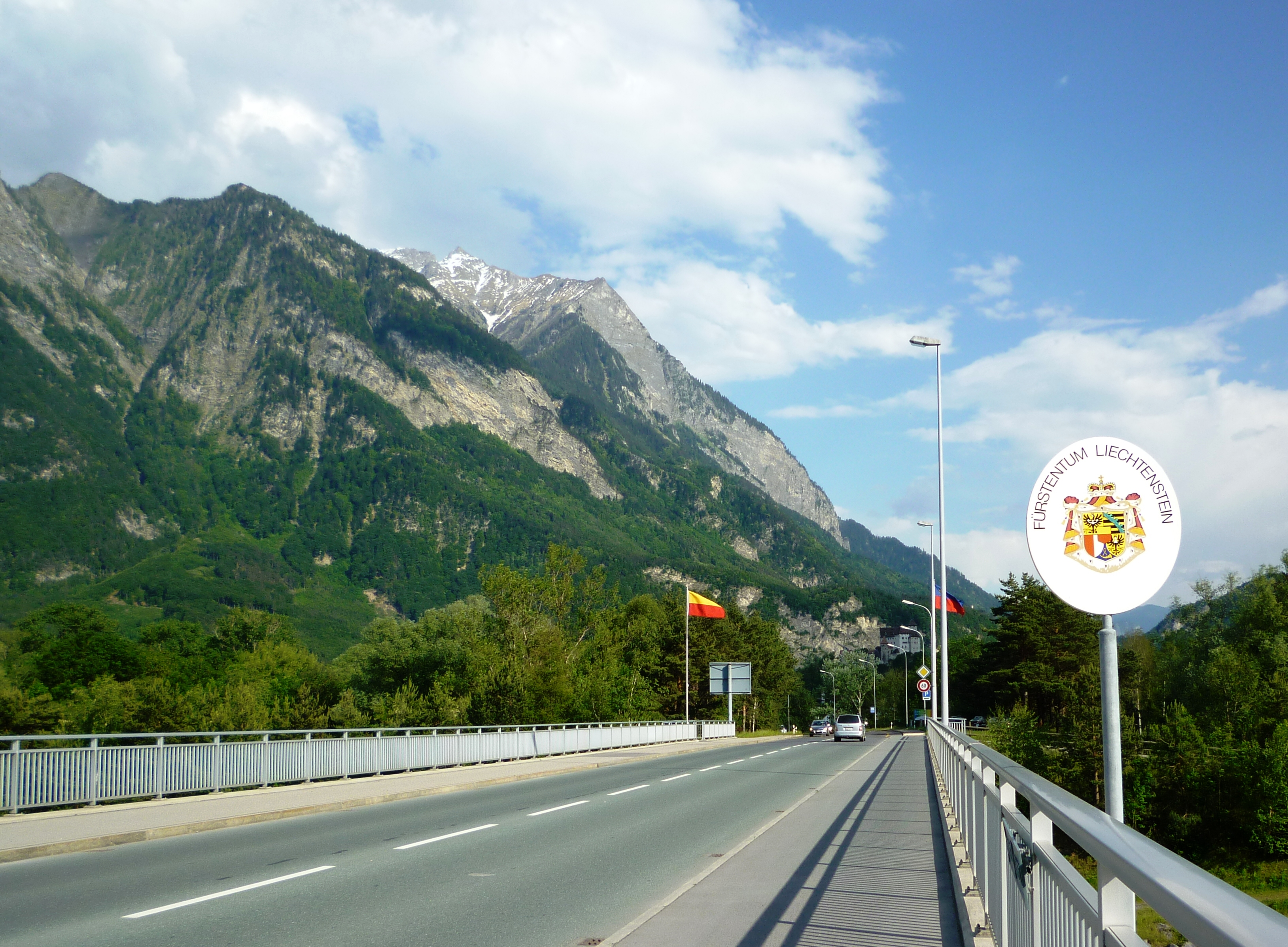
Grensovergang Balzers

## Sport
Balzers is de thuisbasis van de gelijknamige voetbalclub FC Balzers, die speelt in de 1. Liga van Zwitserland. De club speelt zijn thuiswedstrijden in Sportplatz Rheinau, dat een capaciteit heeft van ongeveer 2.500 toeschouwers.

## Economie
De plaats huisvest de hoofdzetel van Oerlikon Balzers, een multinationale coatingproducent die deel uitmaakt van de groep OC Oerlikon. In de vestiging te Balzers werkten (anno 2013) 719 mensen, wat het dus een enorm belangrijke werkgever maakt voor zo'n kleine gemeente.

## Geboren
- Xaver Frick (1913-2009), atleet en sportbestuurder